# Postranje
Postranje – wieś w Chorwacji, w żupanii splicko-dalmatyńskiej, w gminie Proložac. W 2011 roku liczyła 1390 mieszkańców.